# Obelisco do Parque Hyde
O Obelisco do Parque Hyde é um obelisco em estilo arquitetônico "Egípcio Vitoriano" localizado no Parque Hyde, em Sydney, Nova Gales do Sul, Austrália. Fica no cruzamento da Rua Elizabeth com a Rua Bathurst. Sua função original, em 1857, era ser ventilação do sistema de esgoto.
O desenho foi baseado na Agulha de Cleópatra, localizada no Rio Tâmisa, em Londres, desde 1819 (após ser dada de presente pelo Egito). A estrutura do Obelisco do Parque tem 22m de altura, já incluindo a base de arenito de 6,5m de altura. O piramídio é uma grade de ventilação de bronze detalhada.
É também jocosamente referido como Garrafa de Odores da Thornton.

## História
Foi inaugurado em 1857 pelo então prefeito Geoge Thornton, servindo como duto de ventilação do sistema de esgoto, para permitir o escape de gases nocivos - se bem que, atualmente, devido à separação da rede de esgoto da de águas pluviais, agora ele ventile o sistema de água pluvial. Este obelisco foi o primeiro tubo de ventilação especial construído em Sydney e Nova Gales do Sul, e é o único duto de ventilação de esgoto construído com arenito, no Sistema de Água de Sydney.
Em 7 de novembro de 2014, o Obelisco foi coberto com um preservativo gigante cor-de-rosa como parte de uma campanha de conscientização sobre a AIDS.

## Galeria

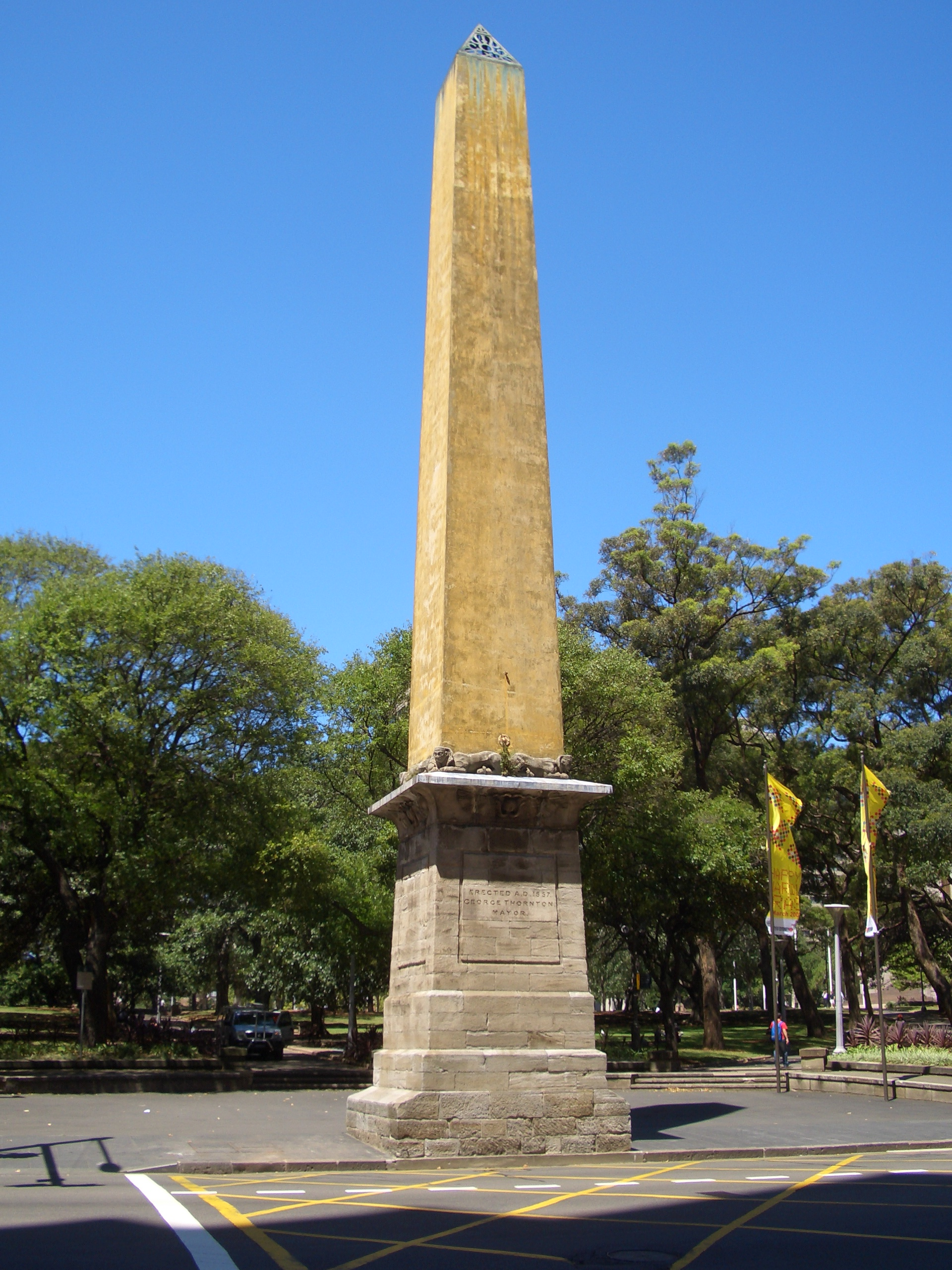
Obelisco do Parque Hyde, como visto da Rua Bathurst.
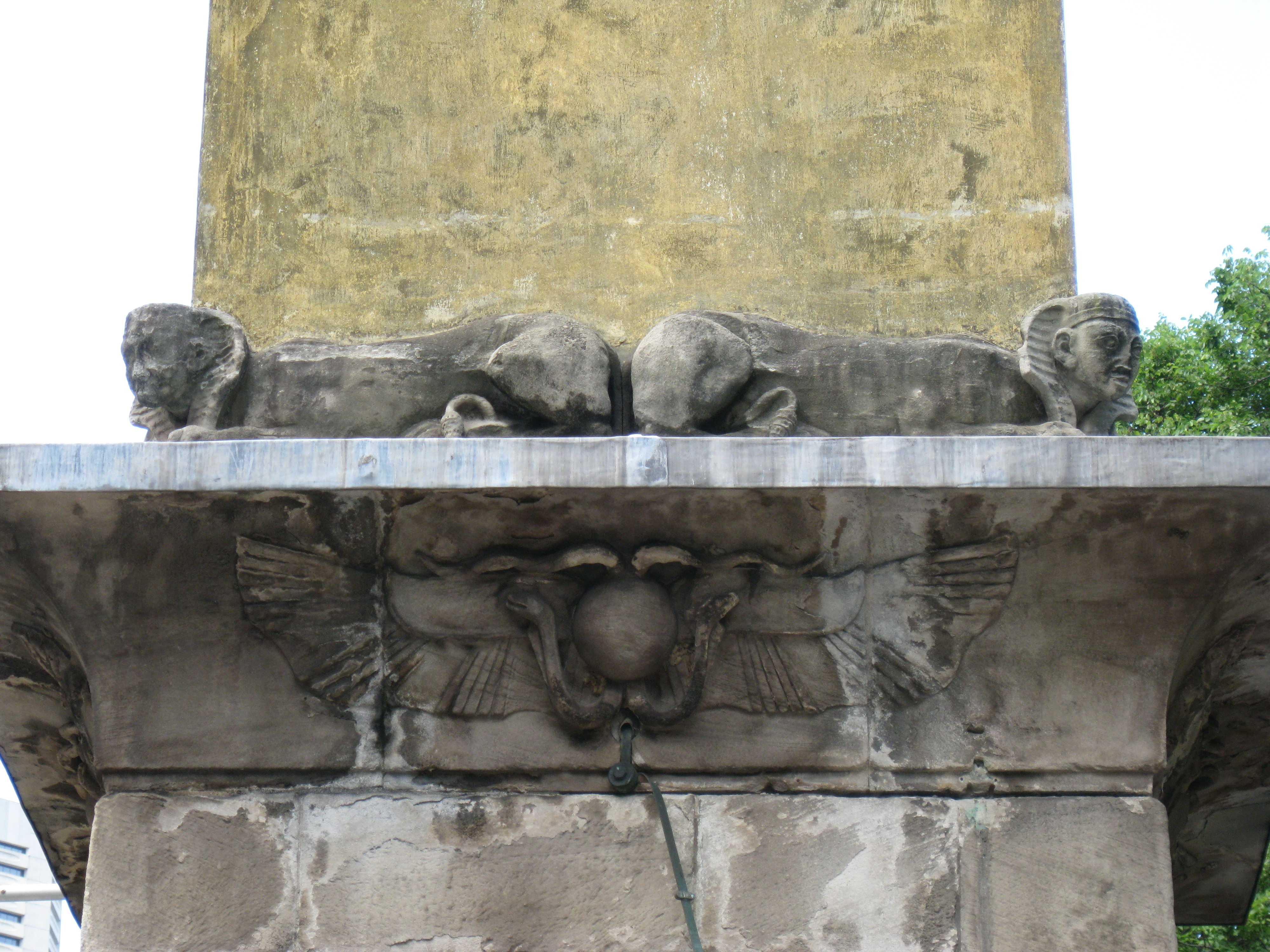
Esfinges e serpentes em estilo egípcio adornam o Obelisco.
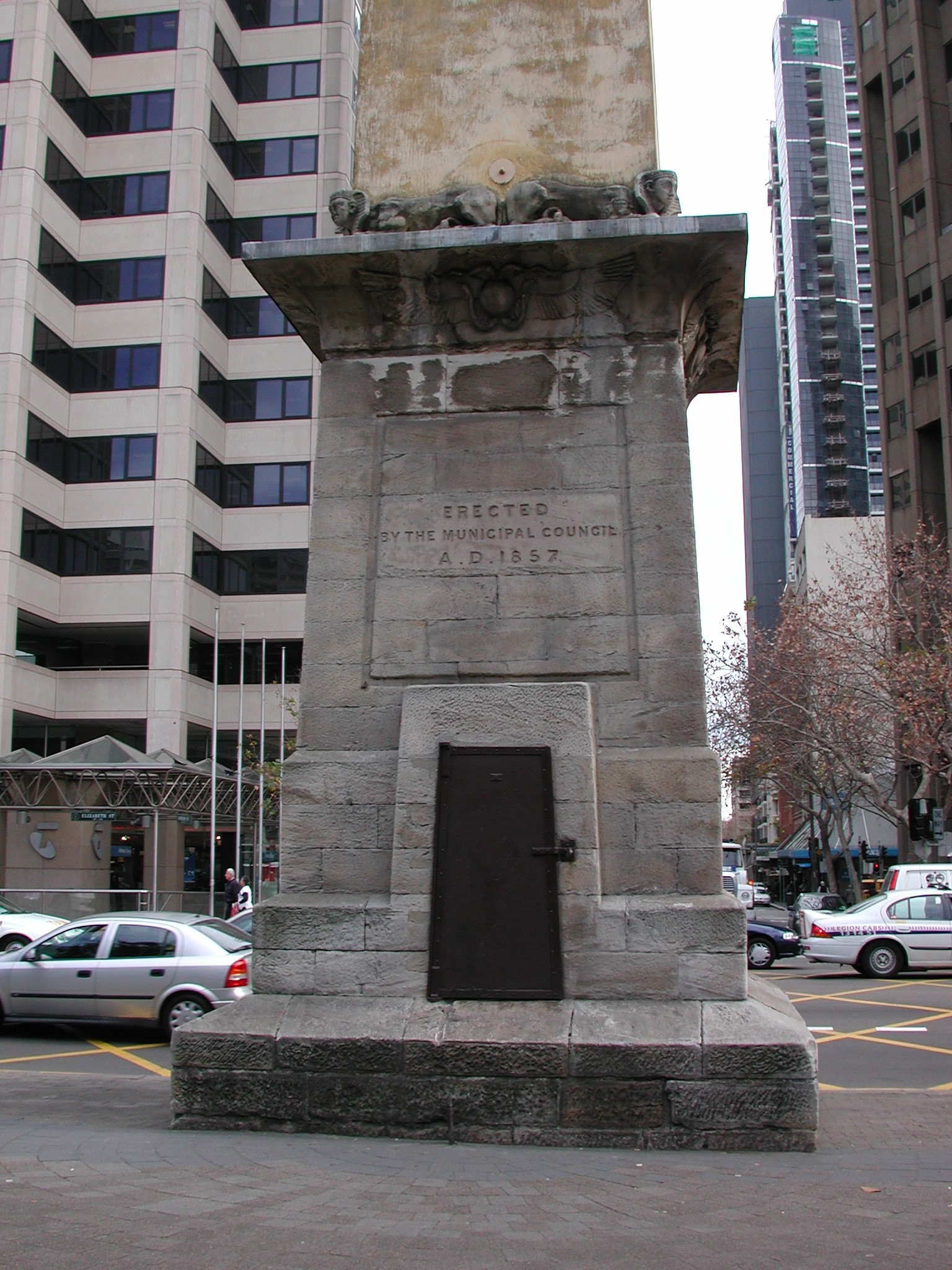
Lado do Obelisco de face para o Parque Hyde - mostrando a porta de acesso para manutenção, bem como as esfinges e outros detalhes decorativos.
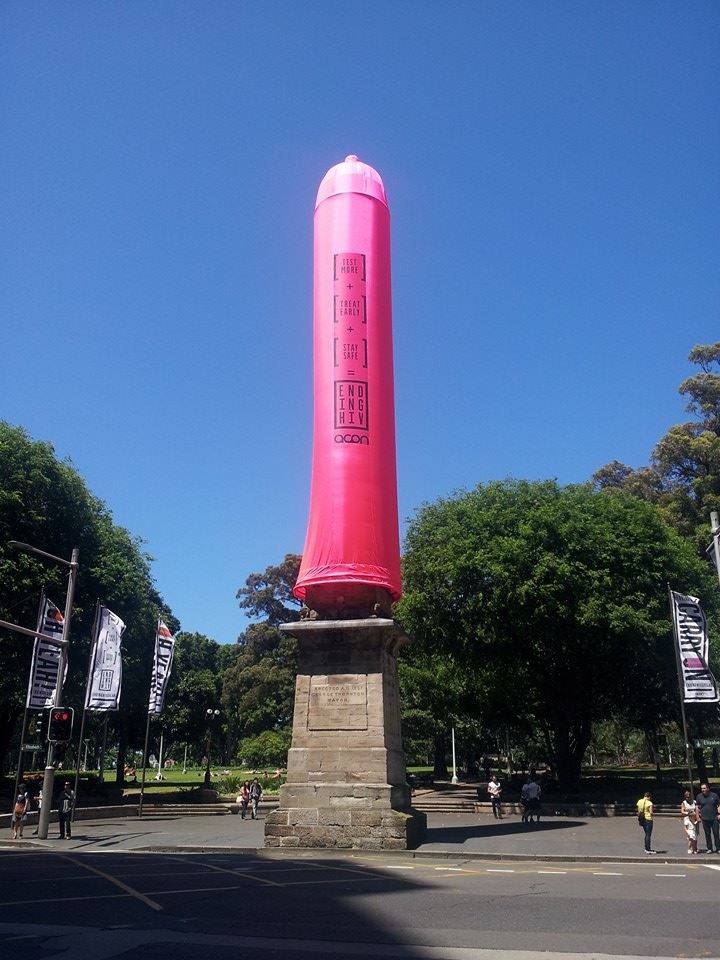
2014 - Instalação temporária de uma camisinha no Obelisco, para conscientização sobre AIDS.